# Chiesa di San Bartolomeo Apostolo (Villa Bartolomea)
La chiesa di San Bartolomeo Apostolo è la parrocchiale di Villa Bartolomea, in provincia e diocesi di Verona; fa parte del vicariato di Legnago.

## Storia
La prima chiesa di Villa Bartolomea fu costruita in stile romanico tra i secoli XII e XIII. Si sa che, nel 1460 detta chiesa era già parrocchiale. Fu demolita nel 1855 poiché versava in pessime condizioni.
L'attuale parrocchiale venne edificata tra il 1863 ed il 1881 in stile neoclassico. Il nuovo campanile, di cui rimane solo il basamento, non venne mai costruito a causa della precaria conformazione del terreno; per questa ragione a lato della chiesa è tuttora presente il modesto campanile romanico del XIII secolo.
L'edificio fu ristrutturato nel 1948 e, il 24 ottobre dell'anno successivo, consacrato.
Negli anni successivi sono stati effettuati numerosi interventi di ristrutturazione e restauro degli interni, gli ultimi dei quali si sono protratti negli anni 2000.